# 內弗利亞峰
62°32′18″S 59°43′47″W / 62.53833°S 59.72972°W

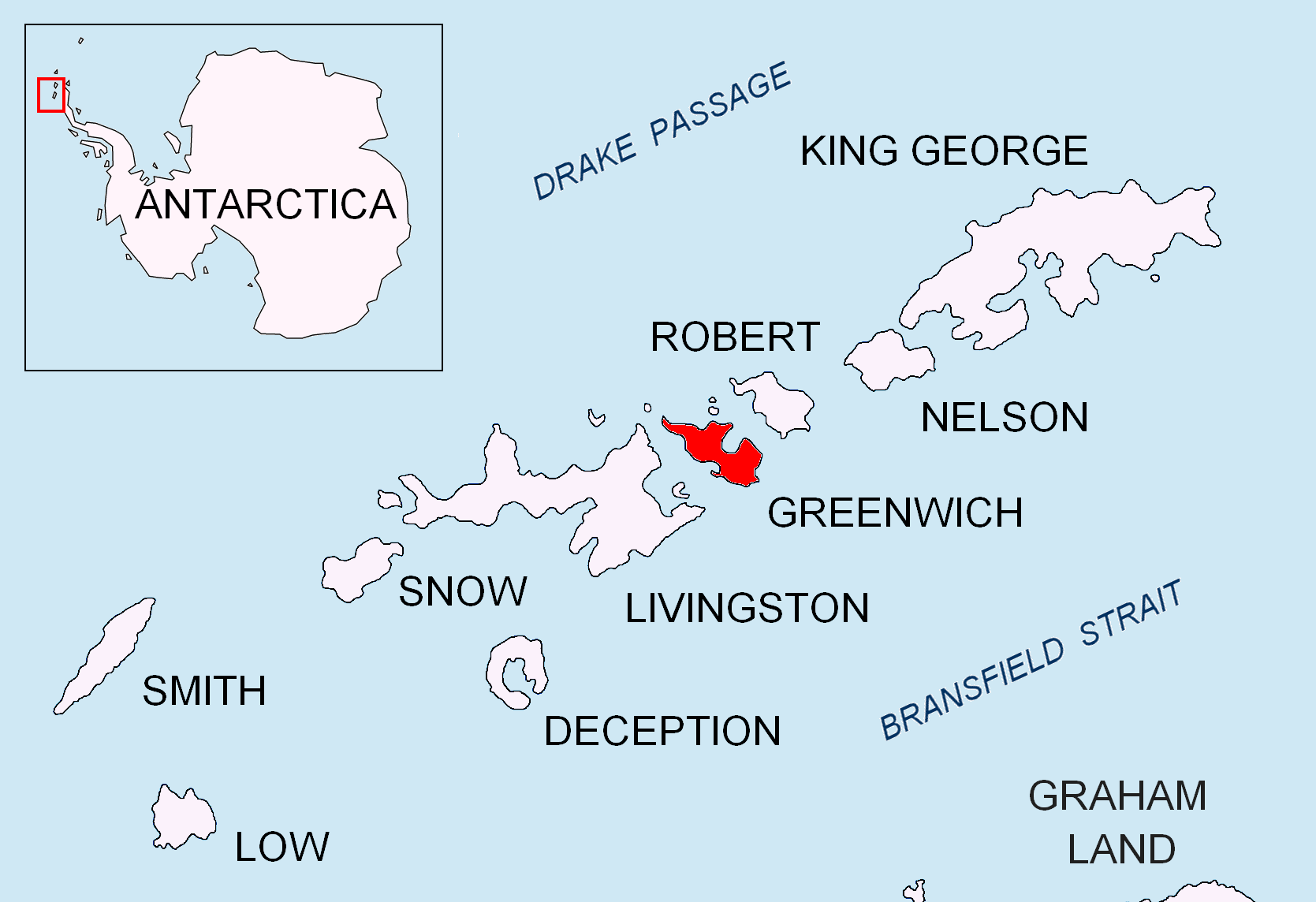

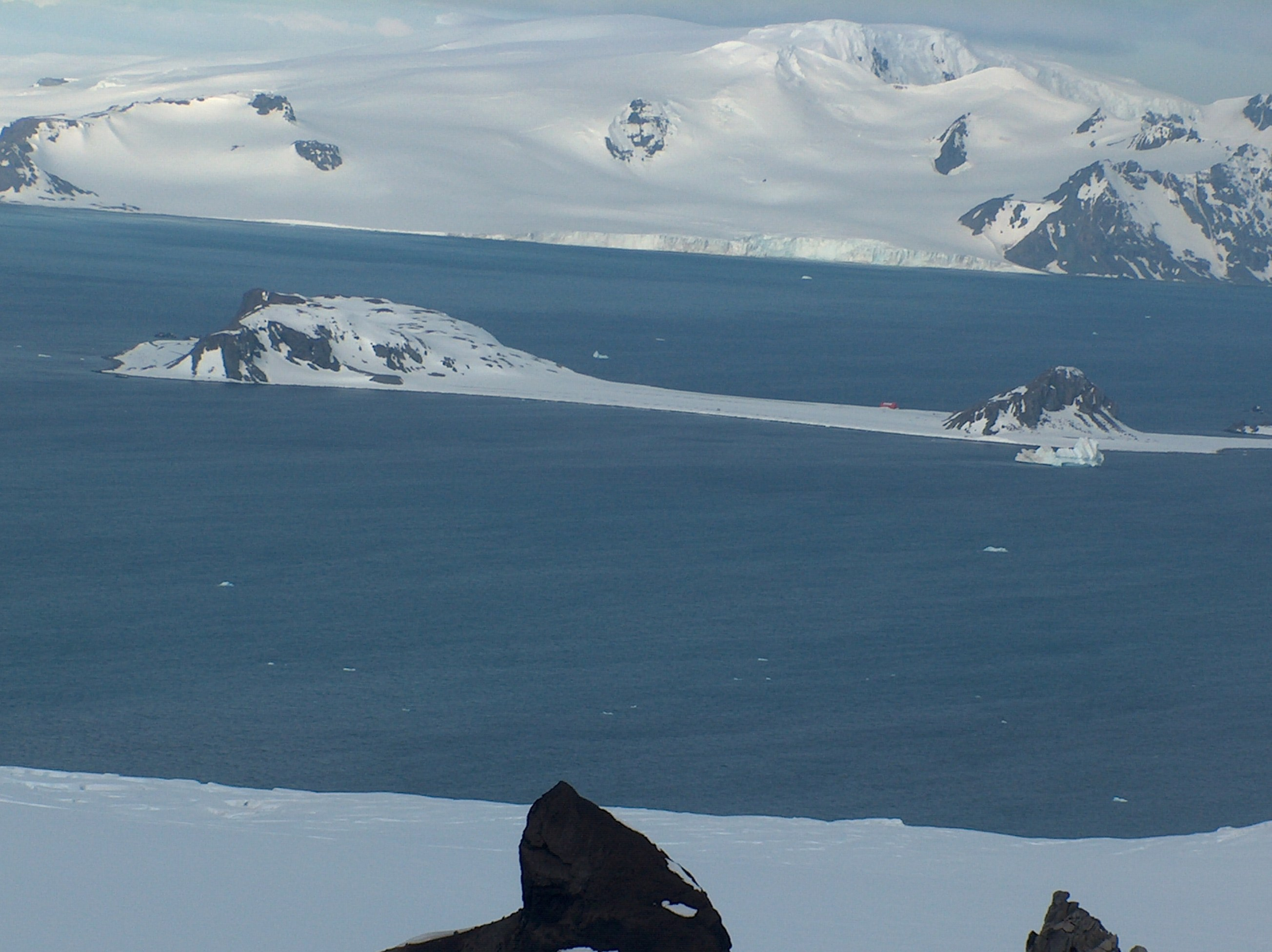

內弗利亞峰是南極洲的山峰，位於南設得蘭群島中格林尼治島的布雷茲尼克高地，處於泰爾泰爾峰以西0.62公里和埃夫賴姆崖西北面1.64公里，海拔高度390米。

## 外部連結
- Nevlya Peak.（页面存档备份，存于） SCAR Composite Gazetteer of Antarctica.